# Roger Browne

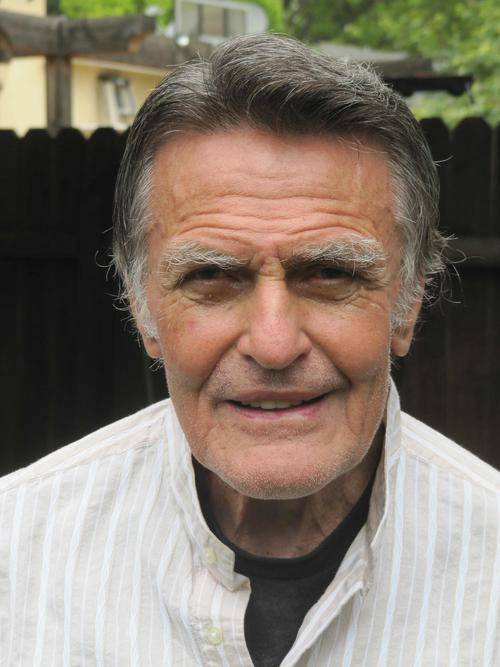
Roger Browne (2012)

Roger Browne (* 13. April 1930 in Cincinnati, Ohio; † 11. Oktober 2024) war ein US-amerikanischer Schauspieler.

## Leben und Karriere
Browne spielte ab 1961 Hauptrollen im italienischen Genrekino; bis 1968 war er in einigen Abenteuer- und vor allem Agentenfilmen zu sehen. Danach nahm er bis 1980 noch gelegentlich Angebote wahr. Er war auch als Synchronsprecher für die englischsprachigen Versionen italienischer Filme beschäftigt und amtierte als Präsident der English Language Dubbers Association. Er starb im Oktober 2024.

## Filmografie
- 1962: Marte, dio della guerra
- 1962: Vulcanus, der Titan (Vulcano figlio di Giove)
- 1963: Die Revolte der Gladiatoren (I dieci gladiatori)
- 1964: Revanche für Spartacus (La vendetta di Spartacus)
- 1964: I tre centurioni
- 1964: Tribun und Verschwörer (Gli schiavi più forti del mondo)
- 1965: Herkules und die Prinzessin von Troja (Hercules and the Princess of Troy)
- 1965: Höllenhunde des Secret Service (Superseven chiama Cairo)
- 1965: Operation Poker – Die Ballermann-Story (Operazione poker)
- 1965: Sieben gegen alle (Sette contro tutti)
- 1966: Heißer Tatort Tripolis (Password uccidete agente Gordon)
- 1966: Die Höllenkatze des Kong-Fu (Le spie amano i fiori)
- 1966: King hetzt 7 Killer (Um milione di dollari per sette assassini)
- 1966: Rififi in Amsterdam (Rififi ad Amsterdam)
- 1967: Argoman – Der phantastische Supermann (Come rubare la corona d'Inghilterra)
- 1967: Assalto al tesoro di stato
- 1967: È stato bello amarti
- 1968: Samoa, regina della giungla
- 1972: Karzan il favoloso uomo della jungla
- 1973: Auch Killer müssen sterben (La mano nera - prima della mafia, più della mafia)
- 1973: Mädchen im Knast (Diario segreto da un carcere femminile)
- 1976: Black Emanuelle – Stunden wilder Lust (Emanuelle in America)
- 1979: Simon Templar: Das Mordkartell (Return of the Saint: Murder Cartel) (Fernsehserie, 1 Folge)
- 1979: Eine total verrückte Kompanie (Riavanti… marsch!)
- 1980: Una moglie, due amici, quattro amanti
- 2017: Hale & Garlic (Kurzfilm)